# Reerslev (Høje-Taastrup Kommune)
 For alternative betydninger, se Reerslev. (Se også artikler, som begynder med Reerslev)
Reerslev er en lille satellitby på Nordøstsjælland med 721 indbyggere  (2024). Reerslev er beliggende 3,5 kilometer syd for Hedehusene, 3,5 kilometer nord for Tune og 27 kilometer vest for Københavns centrum. Byen ligger i Region Hovedstaden og tilhører Høje-Taastrup Kommune.
Reerslev er beliggende i Reerslev Sogn og Reerslev Kirke ligger i byen.